# Dalibor Stevanović
Pour les articles homonymes, voir Stevanović.
Dalibor Stevanović, né le 27 septembre 1984 à Ljubljana, est un footballeur international slovène reconverti en entraîneur. Il est actuellement à la tête du FC Stade Lausanne Ouchy.
Il a fait partie des 23 joueurs slovènes sélectionnés pour participer à la coupe du monde 2010.

## International
Dalibor Stevanović joue son premier match international lors d'une victoire 1-0 de la Slovénie contre Chypre le 28 février 2006. Il inscrit son premier but le 15 octobre 2009 face à Saint-Marin lors d'une victoire 3 buts à 0.

### But international
| # | Date            | Lieu                         | Adversaire  | Score | Résultat | Compétition                             |
| - | --------------- | ---------------------------- | ----------- | ----- | -------- | --------------------------------------- |
| 1 | 15 octobre 2009 | Stadio Olimpico, Saint-Marin | Saint-Marin | 2-0   | 3-0      | Éliminatoires de la coupe du monde 2010 |

## Palmarès
- NK Domžale
  - Champion de 2e division slovène en 2003.
- Śląsk Wrocław
  - Champion de Pologne en 2012.
  - Vainqueur de la Supercoupe de Pologne en 2012.